# Jacobo Díaz Alejano
Jacobo Díaz Alejano (Madrid, 23 luglio 1996) è un cestista spagnolo.

## Carriera

### Nazionale
Con la nazionale Under-19 spagnola ha partecipato ai Mondiali di categoria del 2015, conclusi all'ottavo posto finale.

## Palmarès
- Liga LEB Oro: 1

Fundación Granada: 2021-2022